# Axel Breitholtz

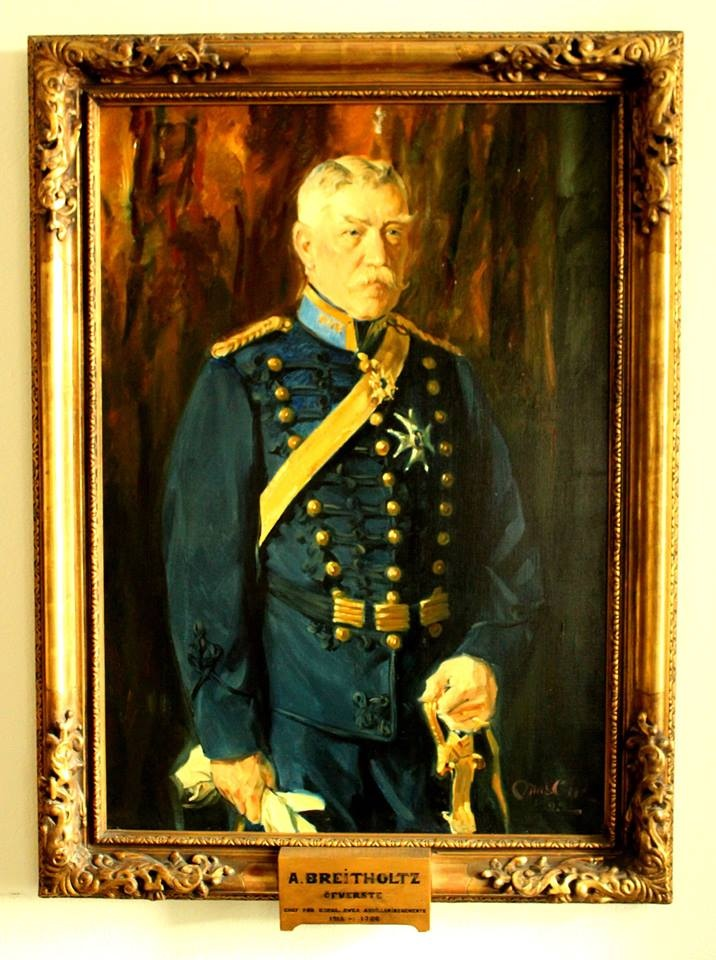
Axel Breitholtz.

Claes Axel Breitholtz, född 15 september 1862 i Svea artilleriregementes församling, Stockholm, död 11 december 1958 i Jakobs församling, Stockholms stad, var en svensk militär (överste).

## Biografi
Breitholtz blev underlöjtnant vid Svea artilleriregemente (A 1) 1882. Han var byråchefsassistent i arméförvaltningens artilleridepartement från 1898. Breitholtz blev löjtnant 1889, kapten 1895 och major vid Upplands artilleriregemente (A 5) 1908. Han blev överstelöjtnant och chef för Gotlands artillerikår (A 7) 1911–1913, överste och chef för Boden-Karlsborgs artilleriregemente (A 8) 1913–1918 samt var chef för Svea artilleriregemente (A 1) 1918–1922. Breitholtz tog avsked 1922 och var ledamot i direktionen för arméns pensionskassa 1923–1935.
Breitholtz var son till generallöjtnanten Edvard Julius Breitholtz och Jacquette Odelberg. Han gifte sig 1889 med Ellen Björnström (1863–1942), dotter till hovpredikanten Victor Björnström och Ebba von Kræmer.